# ديديموس الضرير

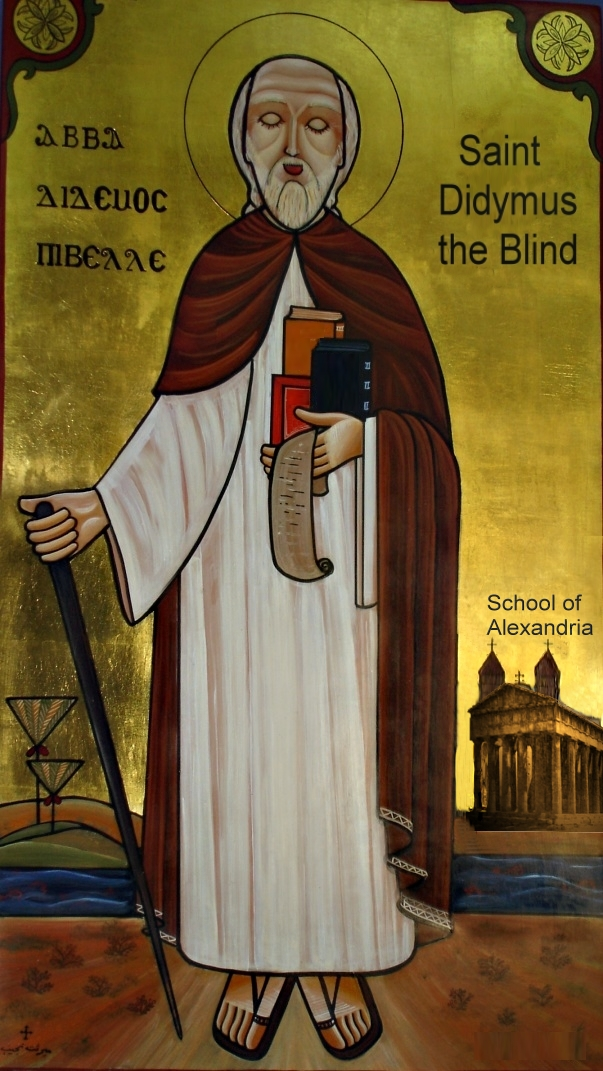

ديديموس الأعمى (أو تتهجئ أيضًا ديديموس أو ديديموس ) ( 313 – 398) هو عالم لاهوت مسيحي في كنيسة الإسكندرية، حيث درسةَ لمدة نصف قرن تقريبًا. كان ديديموس أحد طلاب أوريجانوس، وبعد أن أدان مجمع القسطنطينية الثاني أوريجانوس، لم يتم نسخ أعماله. لقد ضاع الكثير من مؤلفاته، ولكن بعض ملاحظاته ومقالاته لازالت موجودة. كان يُنظر إليه على أنه ذكي ومعلم جيد.

## الحياة المبكرة والتعليم
فقد ديديموس اعينه في سن الرابعة، قبل أن يتعلم القراءة. كان تابعًا مخلصًا لأوريجانوس، حيث عارض التعاليم الآريوسية والمقدونية.
على الرغم من إصابته بالعمى، الا انه تفوق في دراسته بسبب ذاكرته القوية. حيث وجد طرقًا لمساعدة المكفوفين على القراءة، و قام بتجربة الحروف الخشبية المنحوتة المشابهة لأنظمة برايل التي يستخدمها المكفوفون اليوم. كان ديديموس يراجع ويتأمل المعلومات بينما كان الآخرون نائمين.

## معلم بالاسكندرية
وفقًا لروفينوس، كان ديديموس "معلمًا في مدرسة الكنيسة"، وكان "معتمدًا من قبل الأسقف أثناسيوس" وغيره من رجال الكنيسة المتعلمين. ويعتقد العلماء السابقون أنه كان رئيس المدرسة التعليمية في الإسكندرية. ومع ذلك، ربما لم تكن مدرسة الإسكندرية التعليمية موجودة في زمن ديديموس، وربما كان روفينوس يشير إلى مدرسة مختلفة. ظل ديديموس رجلاً اعتيادياً طوال حياته وأصبح واحدًا من أكثر الزاهدين تعلمًا في عصره. يعتبر أول مسيحي من الاسكندرية استخدم هرميتيكا كنبوءة وثنية لمجيء المسيح. وكان من بين تلاميذه بالاديوس، وروفينوس، وجيروم.
كان روفينوس تلميذًا لديديموس لمدة ثماني سنوات. عندما ترجم كتاب أوريجانوس " في المبادئ" إلى اللاتينية، أشار إلى تعليق ديديموس عليه. حيث يذكر جيروم مساهمات ديديموس في أفكاره في مقدمات العديد من كتبه، وأطلق على ديديموس لقب "ديديموس الرائي". وظل روفينوس مخلصًا لديديموس بعد أن أدان جيروم ديديموس وأوريجانوس. لذا كان يُنظر إلى ديديموس باعتباره معلمًا مسيحيًا أرثوذكسيًا وكان يحظى بالاحترام والإعجاب الشديدين حتى عام 553 تقريباً. حيث يقارن سقراط القسطنطيني اخلاص ديديموس الى عقيدته نيقية بإخلاص باسيليوس القيصري وغريغوريوس النزينزي. وباعتباره معلمًا أجرى مناقشات وبحوث استطاع التعلم من اليهود والوثنيين والمانويين وغيرهم من المعلمين المسيح. تشير سجلات محاضرات ديديموس والأسئلة التي طرحها الطلاب إلى أنه قام بتدريس نفس التلاميذ المتعلمين عدة مرات.
يلقب العديد من الكنائس الأرثوذكسية الشرقية باسم القديس ديديموس الأعمى.

## المجمع القسطنطيني الثاني
وفي عام 553 م دان المجمع الثاني للقسطنطينية أعماله، إلى جانب أعمال أوريجانوس وإيفاجريوس، لكنه لم يدن شخصه. وفي المجمع الثالث للقسطنطينية عام 680، وفي المجمع الثاني لنيقية عام 787 ارتبط ديديموس ثانياً بأوريجانوس وأدين معه. ارتبط العديد من الآراء غير التقليدية بأوريجانوس، وأدانت الحرمات الخمس عشرة المنسوبة إلى المجمع شكلا من أشكال نهاية العالم إلى جانب الوجود المسبق للروح، والروحانية (في هذا السياق، علم المسيح غير التقليدي)، وإنكار القيامة الحقيقية والدائمة للجسد.
وعلي الرغم من إدانة أعماله، فإنه لا يزال مدرجا باسم "القديس ديديموس الأعمى" في السيرة الذاتية الأرثوذكسية الصربية "مقدمة أوخريد" التي تحدد تاريخ عيده في 18 أكتوبر. تؤمن الكنيسة الصربية الأرثوذكسية، وهي جزء من الكنيسة الأرثوذكسية الشرقية، بمبدإ e xtra Ecclesiam nulla salus، أي الخلاص، وبالتالي، لا يمكن العثور على القداسة خارج الكنيسة. وبما أن ديديموس مات هرطوقيا محكوما عليه، وبالتالي، خارج الشركة مع الكنيسة، فإن دخوله في السيرة الذاتية هو على الأرجح خطأ فادحا من قبل القديس نيكولاي فيليميروفيتش، مؤلف مقدمة أوخريد.

## أعمال
ونتيجة لإدانته، لم يتم نسخ العديد من أعماله خلال العصور الوسطى، ثم فقدت بعد ذلك. ومن مؤلفاته المفقودة يمكننا جمع قائمة جزئية من اقتباسات المؤلفين القدامى والتي تتضمن كتابا "عن العقائد"، وكتاب "في موت الأطفال الصغار"، وكتاب "ضد الآريوسيين"، وكتاب بعنوان "الكلمة الأولى" وغيرها. احد أعمال ديديموس المفقودة هو تعليق على المبادئ الأولى لأوريجانوس والذي حاول وفقا لجيرونيمو تفسير الفهم الأرثوذكسي للثالوث من لاهوت أوريجانوس فيها افترض وجود الأرواح والأبوكاتاستاسيس. لقد دافع بشدة عن عقيدة الثالوث. لقد زعم أن جسد المسيح وروحه بشريان، لكن المسيح كان بلا خطيئة. :98–100
وقد عثرة على مقتطفات من تعليقه ديديموس على الكتاب المقدس في سلسلة كاتينا .  :96–98
أزدادت المعرفة الحديثة عن ديديموس بشكل كبير بفضل مجموعة من مخطوطات البردي التي يعود تاريخها إلى القرن السادس أو السابع والتي تم اكتشافها عام 1941 في مكب للذخيرة بالقرب من طرة، مصر (جنوب القاهرة). حيث تشمل هذه ال ملاحظات على سفر زكريا، وسفر التكوين من1الى17، وجزء من سفر أيوب، وأجزاء (غير مؤكدة من صحتها) من سفر الجامعة والمزامير من 20الى 46. وفي هذه التعليقات حيث يناقش ديديموس اقتباسات طويلة من الكتاب المقدس، ويمتنع عن التكهنات التي اعتبرها مغالطة. ومع ذلك فهو يفسر الكتب المقدسة مجازياً ويرى الرموز في كل مكان. مثالاً عن ذلك، كتب أن الجبال في سفر زكريا تمثل العهدين الجديدين من الكتاب المقدس. رأى ديديموس أن حركة الفرد نحو الفضيلة تنشأ بعض التفاعل مع الكتاب المقدس. :96–98
من المرجح أن ديديموس هو من قام بكتابت أطروحته عن الروح القدس (التي كتبت في وقت ما قبل عام 381 باللغة اليونانية)، والتي تم حفظها كترجمة لاتينية بواسطة جيروم.:92 كما يُنسب التعليق على الرسائل الكاثوليكية أيضاً بشكل مشكوك فيه إلى ديديموس. ومن المرجح أن ديديموس هو الذي كتبه ايضاً أطروحته ضد المانويين. لقد أثيرت شكوك أكبر بشأن عملين آخرين يُنسبان تقليديًا إلى ديديموس. وقد أثار كتاب "عن الثالوث"، الذي تم تحديده في القرن الثامن عشر على أنه من عمل ديديموس، شكوك القرن العشرين، إلى حد كبير على أساس عدم وجود "دليل او مصدر" والتناقضات المزعومة مع التعليقات التي اكتشفت في تورا في عام 1941 ولكن كثيرين ما زالوا يرون هذا على أنه عمل ديديموس.:92بالإضافة إلى ذلك، لا يعتقد العلماء أن ديديموس هو مؤلف العمل المحفوظ في الكتابين الرابع والخامس من كتاب باسيليوس ضد يونوميوس.:95
في تفسيره لسفر زكريا، يظهر ديديموس نفسه كقارئ متكامل للنصوص الكتابية. وينتقل من النص الذي يعلق عليه إلى مجموعة واسعة من المقاطع الأخرى، ويقتبس بشكل أقل من الكتب التاريخية التي لا تتناسب مع منهجه الرمزي. بالإضافة إلى موهبة لامتلاكه عقل شبيه بالمعجم، فإنه يظهر أيضًا إلمامًا بالمصطلحات الفلسفية وفئات الرواقيين، والأبيقوريين، والفيثاغوريين (الذين استمد منهم، مع فيلو، رمزية الأعداد التأويلية العرضية). جيث يبدوا ايضاً أن أعماله تستشهد بمقاطع من الكتب القانونية الثانية للعهد القديم بالإضافة إلى برنابا، الراعي لهرماس، وأعمال يوحنا. وفقاً لبارت إيرمان، فإن قانونه امتد ليشمل على الأقل برنابا والراعي. وقد اقترح آر إم جرانت فيما يتعلق بقانون أوريجانوس الموسع بشكل مماثل أنه بينما كان يعيش في الإسكندرية فقد قبل التقليد الأوسع للكنيسة في الإسكندرية ولكن عند إنتقاله إلى قيصرية حيث وجد أن الكتب لم يتم قبولها هناك حيث أظهر منذ ذلك الحين تحفظاً أكبر تجاهها. لماذا لم يرث ديديموس معلمينه بعد تردده الغير واضح. ويبدو أن أسلوبه التأويلي كان محل ردود فعل متباينة بين أقرانه. جيروم، الذي طلب تعليقه واعتبره مرشداً لا يزال حائر بشأن استخدام ديديموس لما اعتبره بالعمل الغير قانوني. وقد وجد القراء، مثل ديودور في أنطاكية أن نهجه التأويلي كان مجانيًا وتعسفيًا إلى حد ما. ومع ذلك، فإن ما لا يبدو أن أحداً ينكره هو أن ديديموس لم يكن يعاني من العمى في قدرته المذهلة على تذكر النص المقدس.
يشير الملاحظة او التعليق المنسوب إلى ديديموس، والذي لم يصلنا إلا باللغة اللاتينية إلى أن رسالة بطرس الثانية كانت مزورة، مما توقع معتقدات العلماء اللاحقين الذين وافقوا على الموقف القائل بأن بطرس لم يكن مؤلف الرسالة. ومع ذلك فمن المشكوك فيه أن يكون ديديموس هو المؤلف الحقيقي، حيث أن كتاباته الأخرى تعتبر رسالة بطرس الثانية رسالة قانونية.
كانت الرسالة التي لم تعد موجودة بعنوان "موت الأطفال الصغار" موجهة إلى تيرانيوس روفينوس للإجابة على سؤاله "لماذا يموت الأطفال؟". وفقًا لجيرون، اجابهُ ديديموس أن هؤلاء الأطفال "لم يخطئوا كثيراً، وبالتالي كان مجرد لمس سجونهم الجسدية عقابًا كافيًا لهم".

## معتقد
يعتبر ديديموس أن الله هو ثالوثي تماماً، ويجعله متعالياً بشكل تام ولا يمكن التحدث عنه إلا من خلال الصور والوسائل السلبية. وهو يؤكد مرارً و تكراراً أن جوهر الله يتجاوز الجوهر واستخدام مصطلح لا نجده إلا في كيرلس الإسكندري "بدون كمية". :228 يمكن ملاحظة تأثير آباء كابادوكيا في أعماله، حيث ركز مفهوم الأقنوم (الفلسفة) للتعبير عن الواقع المستقل للأشخاص الثلاثة في الثالوث بدلاً من البدء بالمادة الإلهية الواحدة (ουσια) كنقطة انطلاق له.:21 في داخل هذه الأشخاص الثلاثة الآب هو أصل اللاهوت، والروح القدس ينبثق من الآب، والابن مولود. ويبدو أن ديديموس كان مهتم جداً بالتأكيد على المساواة بين أشخاص الثالوث. في رأي جورج فلوروفسكي، "لا يسعى ديديموس إلى الدقة في صياغاته. وهذه سمة عامة لمدرسة الإسكندرية." :228
في مكافحتنا لبدع الدوسيتيين والأبوليناريوسيين المانويين لا ينبغي لنا أن نتفاجأ عندما نجد ديديموس يصر على أكتمال الطبيعة البشرية للمسيح. ويخلص إلى أنه لابد أن يكون هناك طبيعتان متحدتان في المسيح ولا يتأمل في كيفية عملهما معاً عمحددة، بل تقتصرُ على تعبير "المسيح الواحد". وفي نظريته عن الكفارة لا يذكر ديديموس التأليه بل يركز على الفدية وإستعادة الصورة والمثال، إن الطبيعة المجزأة لكتاباته في هذه المرحلة لا تسمح لنا بالتوصل إلى استنتاجات ونتائج تثيت ذالك، ولكنه يتحدث عن "الخلاص الشامل". وربما كان جيروم محقاً في اتهامه لديديموس بالاعتراف بالعودة النهائية للشيطان. :227–232
ويبدو أن ديديموس قد قبل ايضاً الوجود المسبق للارواح، ويعتبر الحياة الآخرة هي عملية تطهير، على الرغم من أنه وفقاً لفلوروفسكي حيث يرفض فكرة التقمص. ويصف يوم الرب باعتباره تنويرا داخليا للنفس، وفي العالم المستقبلي يعتقد أن الشر "كصفة" لن يكون موجودا بعد الآن. بالنسبة له، -كما هو الحال- في كليمنت وأوريجانوس، فإن الغنوصيين الحقيقيين يمتلكون فلسفة إلهية، والتي تسمح لهم بالدفاع عن أنفسهم ضد الهراطقة من خلال تقديم اعتراف واضح بالإيمان. في جميع أنحاء لاهوته يتبين تأثير أوريجانوس، والذي من المؤكد أن جوانب مختلفة منه، وخاصة علمه الأخرى، قد أدت إلى إدانة أعماله. :227–232

## في الأدب
صويرة ديديموس الأعمى في كتاب "تدفق مثل الفضة، هيباتيا الإسكندرية" للكاتب كي لونجفيلو.